# Tondon
Tondon – miasto w Gwinei, w prefekturze Dubréka, w regionie Kindia; 16 030 mieszkańców (2008). Przemysł spożywczy, włókienniczy. Leży ok. 180 km od stolicy Gwinei Konakry.